# Leon, Quận Waushara, Wisconsin
Leon là một thị trấn thuộc quận Waushara, tiểu bang Wisconsin, Hoa Kỳ. Năm 2010, dân số của thị trấn này là 1.411 người.